# Weingut Hans Wirsching
Das Weingut Hans Wirsching aus Iphofen zählt mit 90 ha Rebfläche zu den größten Privatweingütern Frankens. 

## Geschichte
Das Weingut ist seit 1630 in Familienbesitz und wird aktuell in der 14. Generation bewirtschaftet. Es ist bekannt für Silvaner, Riesling und Scheurebe und ist Mitglied im Verband Deutscher Prädikatsweingüter (VDP). Andrea Wirsching, die älteste Enkelin von Hans Wirsching, ist Betriebsleiterin.
Die Trauben werden zum größten Teil von Hand gelesen. Der Ausbau der Weißweine erfolgt im Edelstahltank, während die Rotweine im Eichenfass reifen. Ein kleiner Teil Weiß- und Rotweine werden auch im Barrique ausgebaut. Das Weingut Hans Wirsching erzeugt vorwiegend sogenannte „fränkisch trockene“ Weine, d. h. mit höchstens 4 Gramm Restzucker pro Liter. Die meisten Weine werden in der Flachkugelflasche, dem Bocksbeutel, abgefüllt.

## Lagen
Das Gut bewirtschaftet die Iphöfer Lagen „Julius-Echter-Berg“, „Kronsberg“, „Kammer“ und „Kalb“. Typisch für die Region sind die Gipskeuperböden. Sie geben den Weinen einen terroirbetonten, mineralischen Charakter.

## Rebsorten
Das Weingut Wirsching widmet sich vor allem der fränkischen Leitsorte Silvaner (40 % Flächenanteil). Auch der Riesling (20 %) Weißburgunder (8 %) sowie die Scheurebe (7 %) und Spätburgunder (7 %) spielen eine wichtige Rolle. 1952 pflanzte Hans Wirsching auf dem Kronsberg eine der ersten Scheureben Frankens. Heinrich Wirsching und seine Töchter Lena und Andrea Wirsching haben das Angebot um Chardonnay und andere Burgundersorten erweitert, um den Weinanbau an die veränderten klimatischen Bedingungen anzupassen. Daneben werden auch Gewürztraminer, Bacchus und Müller-Thurgau angebaut.

## Auszeichnungen
- 4 Trauben "Gault & Millau Weinguide Deutschland / Franken, Nahe und Ahr 2021"[8]
- 3,5 Sterne Eichelmann 2022 Deutschlands Weine[1]
- "Best of Gold 2020" (Die 10 besten Weine Frankens): Sieger Kategorie „Passion für Perfektion – Frucht“: 2019 Iphöfer Julius-Echter-Berg Riesling trocken VDP.ERSTE LAGE[9]
- Silvaner-Weingut des Jahres 2020[10]
- Oenologe Dr. Klaus-Peter Heigel "Sweet Winemaker of the Year 2020"[11]
- Bayerischer Staatsehrenpreis 2016 und 2019[12][13]
- Andrea Wirsching "Winzerin des Jahres 2018"[14]
- "Best German Dry White over £15" (95 Punkte) für den 2014 Julius-Echter-Berg Silvaner Großes Gewächs trocken[15][16][17]